# Demokratyczna Partia Zielonych
Demokratyczna Partia Zielonych (ang. Democratic Green Party - DGP) – opozycyjna rwandyjska partia polityczna. Założona 14 sierpnia 2009 przez Franka Habinezę.

## Historia
Partii uniemożliwiono rejestrację przez co nie mogła wystawić swojego kandydata w wyborach prezydenckich w 2010 roku. W lipcu 2010 z szeregów zielonych wykluczony został wiceprzewodniczący, André Kagwa Rwisereka. Demokratyczna Partia Zielonych została oficjalnie zarejestrowana w sierpniu 2013, ale zbyt późno, aby wystartować w wyborach parlamentarnych.